# Pristina americana
Pristina americana är en ringmaskart som beskrevs av Cernosvitov 1937. Pristina americana ingår i släktet Pristina och familjen glattmaskar. Inga underarter finns listade i Catalogue of Life.